# Туршија
Туршија (тур. turşu, грч. τουρσί-toursi, персијски ترشى torshi , курд. ترشى Tirşîn, tirşî, trshin, алб. turshi) је укисељено поврће или воће или комбинација поврћа и воћа уз додатак ароматичног биља или плодова и биља који подстичу ферментацију. Најчешће се за туршију користе паприке (туршијаре), краставци, зелени парадајз, шаргарепа, карфиол. Поврће се слаже у велике стаклене тегле и прелије раствором воде и соли. За неке врсте поврћа се додаје и мало есенције. У сеоским домаћинствима се туршија припрема у дрвеним бурићима или качицама.
Туршија служи као предјело или мезе.

## Део балканске и блискоисточне кухиње
Туршија је део балканске и блискоисточне кухиње, на сунчаним просторима где има доста воћа и поврћа (Босна и Херцеговина, Србија, Северна Македонија, Грчка, Курдистан, Турска, Иран, Бугарска). Турски путописац Евлија Челебија помиње (у 17. веку) туршију из Травника, која се припремала од посебне врсте крушака - карамут, које су се након ферментирања користиле као салата.

## Етимологија
Име у Србији је добила према турском називу тур. turşu - турши.